# Сабіра Майканова
Сабіра Майка́нова (каз. Сәбира Майқанова; нар. 1 січня 1914, Сирдар'їнська область — пом. 14 лютого 1994, Алмати) — казахська радянська актриса театру і кіно.

## Біографія
Народилася 1 січня 1914 року в Сирдар'їнській області Російської імперії (нині Сирдар'їнський район Кизилординської області Казахстану). Виховувалася у Кизилординському інтернаті. 1931 року послупила до Алматинського кооперативного технікуму. З 1932 року — у трупі Казахського драматичного театру в Алмати. Член ВКП(б) з 1941 року. З 1954 року знімалася у кіно.
Померла в Алмати 14 лютого 1994 року. Похована в Алмати на Кенсайському кладовищі.

## Творчість
театральні ролі
- Алтинай («Фронт» Беїмбета Майліна);
- Макпал  («Кози-Корпеш і Баян-Слу» Габіта Мусрепова);
- Рая, Коклан («Яблуневий сад», «Кобланди» Мухтара Ауезова);
- Гульджаміля («Біла береза» Мухтара Ауезова і Абільди Тажибаєва);
- Любов Ярова (Любов Ярова Костянтина Треньова);
- Марія Антонівна («Ревізор» Миколи Гоголя);
- Улжан («Абай» за Мухтаром Ауезовим);
- Зейнап («Чокан Валіханов» Сабіта Муканова);
- Алма («Марабай» Шахмета Хусаїнова);
- Кабаниха, Галчиха («Гроза», «Без вини винні» Олександра Островського);
- Фрозіна («Скупий» Мольєра).
- Толгонай («Материнське поле» за Чингізом Айтматовим);
- Катерина Іванівна («Мати своїх дітей» Олександра Афіногенова);
- Євдокія Іванівна («Ленін у 1918 році» Олексія Каплера);
- Кесарія («Поки арба не перекинулася» Отіа Іоселіані);
- Тхань («Зірка В'єтнаму» Івана Купріянова).

ролі у кіно
- епізод («Дочка степів», 1954);
- Макпал («Поема про любов», 1954);
- Гюльбарша, мама Айдара («Дівчина-джигіт», 1955);
- Ажар («Це було у Шуглі», 1955);
- Торгун («Ми тут живемо», 1956);
- рибачка («Шквал», 1958);
- медсестра («Це наш син» (короткометражний), 1959);
- Даметкен («Сплав», 1961);
- Шолпан («Мрія моя», 1965);
- бабуся («Біля застави «Червоні камні»», 1969);
- Камка́ («Киз-Жибек», 1970);
- епізод («Одного разу на все життя», 1977);
- стара («Три дні свята», 1981);
- мати Адама («Прийміть Адама!», 1984).

## Відзнаки
почесні звання
- Заслужена артистка Казахської РСР з 1945 року[2];
- Народна артистка Казахської РСР з 1958 року.
- Народна артистка СРСР з 21 жовтня 1970 року.

премії і нагороди
- Державна премія Казахської РСР (1967; за образ Толганай у виставі «Ана-жер-ана»/«Материнське поле»);
- ордени Трудового Червоного Прапора (1959), «Знак Пошани», «Курмет»[2].

## Вшанування

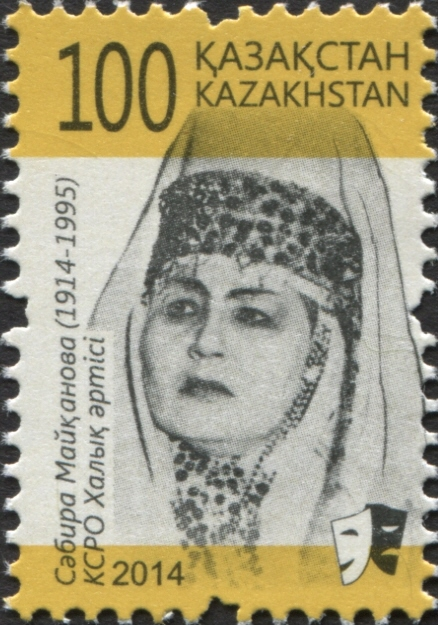
Поштова марка.

- 27 березня 2010 року в Алмати, на стіні будинку по проспекту Достик, № 40 (43°15′03″ пн. ш. 76°57′23″ сх. д. / 43.250713° пн. ш. 76.956461° сх. д.), де актриса мешкала останні роки, встановлено гранітну меморіальну дошку[3][4];
- У 2014 році, до 100-річчя від дня народження актриси, Қазпошта випустила поштову марку вартістю 100 тенге.